# Mensch oder Gott
Mensch oder Gott ist das dritte Studioalbum von Frei.Wild, der Deutschrock-Band aus Brixen in der italienischen Provinz Bozen–Südtirol. Es erschien am 30. Juli 2004 über das belgische Independent-Label Razorwire Records in einer ersten Auflage von 1000 CDs, obwohl es ursprünglich schon Anfang 2004 erscheinen sollte. Am 28. Mai 2010 wurde das Album über Frei.Wilds neues Label Rookies & Kings wiederveröffentlicht.

## Musikstil und Inhalt
Die Lieder des Albums sind überwiegend rockig (z. B. Ich, Mensch oder Gott), wie auf späteren Veröffentlichungen der Band. Es sind aber auch ruhigere Stücke (Heimat, Schmerz der Phantasie) enthalten. Thematisch handeln die Songs Alkohol, Gratissäufer und Voll vom Alkoholgenuss und vom Feiern. Die Abkürzung B.O.U.L. steht für Böhse Onkelz Unser Leben und ist ein Tributsong an diese Band. Das Lied Heimat ist ein Loblied auf Südtirol.
Aufgrund verbesserter Aufnahmemöglichkeiten hat Mensch oder Gott eine deutlich höhere Klangqualität im Vergleich zu den ersten beiden Alben der Band.

## Covergestaltung
Das Albumcover der ersten Auflage ist sehr einfach gehalten. Es zeigt lediglich zwei schwarze Turnschuhe der Marke Puma vor orangem Hintergrund. Im oberen Teil des Bildes steht in weißer Schrift Frei.Wild und unten der Titel mensch oder gott. Weitere Auflagen ziert ein in Grautönen gehaltenes Cover, das die Zeichnung Der vitruvianische Mensch von Leonardo da Vinci zeigt. Außerdem kann man im Hintergrund unter anderem Bilder einer Mondlandung und den Koloss von Rhodos sehen. Der typische Frei.Wild-Schriftzug steht zentral im Bild und darunter verläuft ein rotes Band mit dem Titel Mensch Oder Gott. Das Albumcover der Wiederveröffentlichung zeigt ebenfalls die Zeichnung Der vitruvianische Mensch, sowie ein Selbstbildnis Leonardos. Von oben nach unten verläuft eine zerschlagene Eisenkette. Im rechten Teil der Illustration befindet sich der typische Frei.Wild-Schriftzug, sowie der Titel Mensch oder Gott.

## Titelliste
| #  | Titel                 | Länge |
| -- | --------------------- | ----- |
| 1  | Intro                 | 1:07  |
| 2  | Ich                   | 2:31  |
| 3  | Alkohol               | 3:16  |
| 4  | B.O.U.L.              | 2:35  |
| 5  | Mach das Beste draus  | 3:23  |
| 6  | Nur das Leben         | 3:20  |
| 7  | Heimat                | 3:08  |
| 8  | Mensch oder Gott      | 3:39  |
| 9  | Gratissäufer          | 2:28  |
| 10 | Schmerz der Phantasie | 3:27  |
| 11 | Wahr oder gelogen     | 3:11  |
| 12 | Irgendwann            | 3:19  |
| 13 | Voll                  | 3:21  |

## Chartplatzierungen
Nach Wiederveröffentlichung im Jahr 2022 stieg Mensch oder Gott für eine Woche auf Platz 19 in die deutschen Albumcharts ein.

## Kritik
| Professionelle Bewertungen | Professionelle Bewertungen |
| -------------------------- | -------------------------- |
| Kritiken                   |                            |
| Quelle                     | Bewertung                  |
| punkrocknews.de            | [ 8 ]                      |

- Die Seite punkrocknews.de gab dem Album vier von möglichen fünf Punkten und bescheinigte der Band eine musikalische Steigerung:

„Für mich persönlich ist das ‚Mensch oder Gott‘-Album das bisher beste der Gruppe, denn sie schafften es auch diesmal sich wieder bedeutend zu steigern! […] Nach einem Intro und dem ersten Lied, folgt das Lied ‚Alkohol‘, das für mich ein absoluter Gassenhauer ist. Richtig geiles Stück zum Mitsingen und Mitsaufen! Weitere persönliche Favoriten sind ‚Mensch oder Gott‘, […] das neben einem sehr guten Text auch ne wunderbare Melodie vorzuweisen hat, die man sich immer wieder reinziehen kann. […] Im großen und ganzen kann man das Album fast ausnahmslos empfehlen.“